# High School Musical: Livin' the Dream
High School Musical: Livin' The Dream é um jogo de video game baseado nos filmes High School Musical e High School Musical 2, lançado exclusivamente para o Game Boy Advance.

## O jogo
O jogo possui dois modos: História e Jogada Rápida. No modo história o jogador deve deve desbloquear os itens roubados e resolver puzzles para encontrar a identidade do ladrão. No modo de "Jogada Rápida" o jogador dança entre algumas das músicas dos filmes, incluindo Breaking Free e What Time Is It?

## Ligações Externas
- Página do jogo (em inglês)